# Олексіївка (Кетрисанівська сільська громада)
Олексі́ївка — село в Україні, у Кетрисанівській сільській громаді Кропивницького району Кіровоградської області. Колишній адміністративний центр Олексіївської сільської ради. Населення становить 654 особи.

## Історія
Станом на 1886 рік у селі, центрі Олексіївської волості Єлисаветградського повіту Херсонської губернії, мешкало 1207 осіб, налічувалось 243 домогосподарства, існували православна церква, лавка та недіючий винокурний завод.
17 липня 2020 року, внаслідок адміністративно-територіальної реформи та ліквідації Бобринецького району, село увійшло до складу Кропивницького району.

## Населення
Згідно з переписом УРСР 1989 року чисельність наявного населення села становила 793 особи, з яких 355 чоловіків та 438 жінок.
За переписом населення України 2001 року в селі мешкало 659 осіб.

## Мова
Розподіл населення за рідною мовою за даними перепису 2001 року:
| Мова       | Відсоток |
| ---------- | -------- |
| українська | 94,95 %  |
| російська  | 2,60 %   |
| молдовська | 1,83 %   |
| вірменська | 0,61 %   |

## Особистості
Уродженці села:
- Юрченко Олександр Григорович (1934—2010) — доктор хімічних наук, професор, академік Академії наук вищої школи України, заслужений професор НТУУ «КПІ».
- Вербовий Максим Вікторович (1991—2014) — старший солдат Збройних сил України. Загинув 15 липня 2014 року під час мінометного обстрілу в боях за місто Ізварине. Нагороджений орденом «За мужність» III ступеня (посмертно).
- Ковінський Тарас Потапович — країнський медик, кандидат медичних наук, доцент Чернівецького державного медичного інституту. Народився в селі Олексіївка 25 лютого 1901 року. У 1931 році закінчив медичний факультет Сереньоазіатського університету (Ташкент). У 1931—1941 роках працював рентгенологом у лікувальних закладах, у 1941—1947 роках — проходив службу в Червоній армії — Радянській армії лікарем рентгенологом. У 1954 році захистив кандидатську дисертацію. У 1959 році очолив новостворену кафедру рентгенології і медичної радіології Чернівецького медичного інституту і одночасно працював завідувачем рентгенстанції обласної клінічної лікарні. Виконував обов'язки головного рентгенолога Чернівецької області. Автор 35 наукових праць. Нагороджений орденом Трудового Червоного Прапора. Його ім'я включено до енциклопедичного видання «Сторінки історії» (Буковинська державна медична академія).